# 조령산
조령산(鳥嶺山)은 대한민국 충청북도 괴산군과 경상북도 문경시의 경계에 있는 높이 1,017m의 산이다.

## 개요
이산은 유명한 고개를 많이 이루고 있으며 이화령고개와 조령(또는 새재,642m) 사이에 위치해 있으며, 경상북도 문경시 문경읍 상초리와 충청북도 괴산군 연풍면 원풍리가 경계를 이루는 도의 경계 지역이다. 조령산의 최대 높이는 1,017m이다.  조령, 즉 새재라 함은 새들이 넘나드는 통로로 새도 쉬어 가는 고개란 뜻이 있고,
문경새재라고 부르게 된 것은 영남사람들이 이 고개를 넘어 서울로 가는 국도였기 때문이다.

## 볼거리
- 쌍구구곡
- 화양구곡
- 문경새재도립공원
- 문경철로자건거

## 교통편
- 중부내륙고속도로 연풍 나들목, 문경새재 나들목
- 중부내륙선 연풍역, 문경역

## 같이 보기
- 문경새재
- 한국의 산